# Yakovlev Yak-2
Yakovlev Yak-2 là một máy bay ném bom/trinh sát tầm gần của Liên Xô được sử dụng trong chiến tranh thế giới II. Nó là mẫu ban đầu của Yak-4, và cũng còn được gọi với tên gọi là Ya-22.

## Lịch sử
Vào năm 1938, UV-VS (Upravlenie Voenno-vozdushnikh Sil - Bộ tư lệnh không quân) đã trình bày một yêu cầu rõ ràng về một máy bay chiến đấu 2 chỗ ngồi đa chức năng và có tốc độ cao. Để đáp ứng nhu cầu này, OKB (Phòng xây dựng thực nghiệm) do Aleksandr Yakovlev đứng đầu đã phát triển Ya-22, hay còn gọi tên khác là Samolet 22. Một bản thiết kế có hình dáng khí động học cân đối, một tầng cánh, có cánh nhỏ được chế tạo từ các vật liệu khác nhau, và được lắp 2 động cơ M-103A công suất 960 mã lực (do Klimov phát triển dựa trên động cơ Hispano-Suiza 12Y của Nhật), đây là động cơ 12 xi lanh dạng chữ V. Ya-22 được đề nghị trong kế hoạch sẽ sử dụng trong 3 mục đích: máy bay hộ tống tầm xa, máy bay ném bom tầm gần và máy bay trinh sát chiến thuật.
Những mẫu đầu tiên của 3 phương án được chế tạo đồng thời. Mẫu đầu tiên là máy bay chiến đấu, được NKAP (Bộ dân ủy công nghiệp hàng không) chỉ định với tên gọi là I-29, nó bắt đầu bay thử nghiệm vào tháng 2 1939. Theo sau mẫu I-29 là mẫu ném bom BB-22 và trinh sát R-12. Sự khác nhau giữa mẫu đầu tiên là I-29 với 2 mẫu còn lại là thùng nhiên liệu ở ngay đuôi máy bay, và phần buồng lái được thay thế bởi khoang chứa tám quả bom 50 kg ở BB-22 hoặc bộ phận chứa máy ảnh-đèn nháy (sử dụng kết hợp với camera AFA-13) trên R-12.
I-29 có 2 khẩu pháo 20mm ShVAK ở bộ phận phụ phía trước thân máy bay và một súng 7.62mm ShKAS ở cuối đuôi máy bay do sĩ quan quan sát/hoa tiêu phụ trách, việc lắp thêm súng vào máy bay đã làm giảm khả năng chứa nhiên liệu của bình chứa cuối đuôi máy bay. Trong khi đó 2 phiên bản ném bom và trinh sát chỉ có 1 súng 7.62mm ShKAS. Vào ngày 15 tháng 3 1939, không lâu sau chuyến bay thử nghiệm, Iosif Stalin đã quyết định ra lệnh sản xuất phiên bản máy bay ném bom (với tên gọi Yak-2 trang bị động cơ M-105), và hủy 2 mẫu chiến đấu và trinh sát.
Tổng cộng đã có 111 chiếc được chế tạo.

## Quốc gia sử dụng
- Liên Xô:
  - Không quân Xô viết

## Thông số kỹ thuật (Yak-2)

### Đặc điểm riêng
- Phi đoàn: 3
- Chiều dài: 9.34 m (30 ft 8 in)
- Sải cánh: 14.00 m (45 ft 11 in)
- Chiều cao: 3.30 m (10 ft 10 in)
- Diện tích cánh: 29.4 m² (316 ft²)
- Trọng lượng rỗng: 4.000 kg (8.818 lb)
- Trọng lượng cất cánh: 5.380 kg (11.861 lb)
- Trọng lượng cất cánh tối đa: n/a
- Động cơ: 2× động cơ Klimov M-103 V-12, công suất 716 kW (960 hp)

### Hiệu suất bay
- Vận tốc cực đại: 515 km/h (321 mph)
- Tầm bay: 800 km (499 miles)
- Trần bay: 8.900 m (29.192 ft)
- Vận tốc lên cao: 650 m/phút (2.132 ft/phút)
- Lực nâng của cánh: 183 kg/m² (38 lb/ft²)
- Lực đẩy/trọng lượng: 0.27 kW/kg (0.16 hp/lb)

### Vũ khí
- 1× súng máy ShKAS 7.62 mm
- 900 kg (1.984 lb) bom

## Nội dung liên quan

### Máy bay có cùng sự phát triển
- Yakovlev Yak-4